# 吉田豊彦 (陸軍軍人)

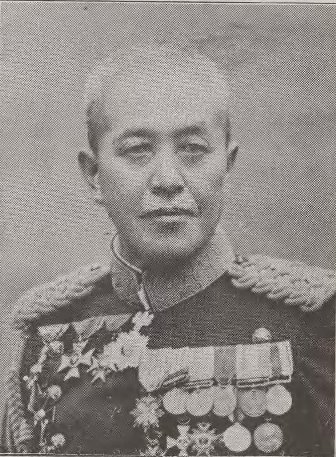
吉田豊彦

吉田 豊彦（よしだ とよひこ、明治6年（1873年）11月1日 - 昭和26年（1951年）1月10日）は、日本の陸軍軍人。陸軍省兵器局長、陸軍造兵廠長官、陸軍技術本部長等を歴任し、階級は陸軍大将勲一等功四級に至る。軍を退いてからは日本製鐵取締役や満州電業社長を務める。

## 経歴
薩摩藩士・大坂蔵屋敷詰吉田信之助の長男として生まれる。第三高等学校に入学するも中退し、1891年（明治24年）12月士官候補生となり1892年（明治25年）11月陸軍士官学校に入校する。1894年（明治27年）7月27日優等で卒業し、同年9月18日陸軍砲兵少尉に任官され要塞砲兵第1連隊付を命ぜられる。士官候補生第5期である吉田の同期には参謀総長金谷範三大将・関東軍司令官菱刈隆大将・東京警備司令官岸本鹿太郎大将がいる。
吉田は1895年（明治28年）2月、臨時東京湾守備隊付に移り、同年11月の要塞砲兵第2連隊第1大隊副官心得を経て1897年（明治30年）1月、陸軍砲工学校に入校する。同年10月砲兵中尉に進み、同12月在校中のまま由良要塞砲兵連隊付を命ぜられる。砲工学校高等科に進み、1898年（明治31年）12月、高等科第6期を成績優等で卒業する。砲兵・工兵科の将校は陸軍大学校に進まない場合が多く、陸軍砲工学校に進み専門技術を学び、成績優秀者には特に高等科への進級が認められた。高等科の優等卒は後の昇級で陸軍大学校の優等卒（所謂恩賜の軍刀組）に準ずる扱いを受けた。
砲工学校高等科を卒業した吉田は1899年（明治32年）8月、陸軍要塞砲兵射撃学校に入り、同年12月には軍事研究のためドイツ駐在員として留学する。1900年（明治33年）11月、砲兵大尉に進み、1902年（明治35年）11月帰朝。帰国を以って要塞砲兵射撃学校教官に再び補される。1904年（明治37年）5月、攻城砲兵司令部員として日露戦争に出征し、1905年（明治38年）1月、独立重砲兵旅団司令部員に移る。同年3月に帰還し、砲兵少佐に進級し陸軍省副官兼陸軍大臣秘書官に任命される。1906年（明治39年）3月、再度要塞砲兵射撃学校教官に補され、1907年（明治40年）3月からアメリカ差遣となる。同年6月帰国し同10月陸軍重砲兵射撃学校（要塞砲兵射撃学校を改称）教導大隊長に就任する。1908年（明治41年）12月、再び陸軍省副官兼陸軍大臣秘書官に就き、1909年（明治42年）6月、砲兵中佐に進み翌年6月、陸軍省軍務局課員に移る。1911年（明治44年）2月イギリスに出張する。帰国後、陸軍省兵器局課員兼軍務局課員を命ぜられる。
1915年（大正4年）8月10日、砲兵大佐に進み陸軍省兵器局銃砲課長を拝命する。1918年（大正7年）6月6日、兵器局工政課長に移る。翌年の1919年（大正8年）1月31日、重砲射撃学校長に就き、同年7月25日、陸軍少将に進級する。1921年（大正10年）5月5日、陸軍省兵器局長に就任する。1924年（大正13年）2月4日、陸軍中将に進級し陸軍造兵廠長官を補される。1928年（昭和3年）3月8日には鈴木孝雄中将の後を受けて陸軍技術本部長に就任する。1930年（昭和5年）3月7日、陸軍大将に進み、同年4月22日勲一等瑞宝章受章。1931年（昭和6年）8月1日待命、同8月29日予備役編入となる。
軍を退いてからは1934年（昭和9年）2月、日本製鐵取締役につき、同年4月29日、勲一等旭日大綬章を受章する。後に満州電業社長や、機械化国防協会長を務める。1951年（昭和26年）1月10日薨去。

## 栄典
位階
- 1894年（明治27年）10月26日 - 正八位[1]
- 1905年（明治38年）4月7日 - 従六位[2]
- 1924年（大正13年）3月29日 - 従四位[3]
- 1929年（昭和4年）4月15日 - 正四位
- 1931年（昭和6年）5月1日 - 従三位
- 1931年（昭和6年）9月28日 - 正三位[4]

勲章
- 1940年（昭和15年）8月15日 - 紀元二千六百年祝典記念章[5]

外国勲章佩用允許
- 1910年（明治43年）5月10日 - イギリス帝国：バス勲章ナイトコンパニオン[6]

## 親族
- 次男 吉田又彦 士官候補生第38期で陸軍大佐まで進む。
- 三男 竹上清彦 竹上常三郎陸軍中将の養子[7]。

## 著書
- 『軍需工業動員ニ関スル常識的説明』偕行社、昭和2年。
- 『機械化兵器読本』東京日日新聞社、昭和15年8月。